# Luis Jacob
Luis Jacob Robin (Lima, 13 agosto 1912 – ...) è stato un cestista peruviano.

## Carriera
Con il Perù ha preso parte alle Olimpiadi del 1936, disputando due partite.